# The Maine
The Maine sono un gruppo musicale alternative rock statunitense, formatosi a Tempe, in Arizona, nel 2007.

## Storia del gruppo

### Primi anni (2007)
Formatisi il 21 gennaio 2007, la prima formazione dei The Maine era composta dal batterista Pat Kirch, dai chitarristi Ryan Osterman ed Alex Ross, dal bassista Garrett Nickelsen e dal cantante John O'Callaghan, mentre Pat e Garrett frequentavano ancora la scuola superiore. Il fratello di Pat, nonché manager della band, Tim Kirch, chiese a O'Callaghan di entrare nella band dopo averlo sentito cantare ad una festa.
Nella primavera del 2007 entrò nella band Kennedy Brock, che cantava nei Last Call For Camden (successivamente The Summer Set), e poco dopo Ryan Osterman lasciò i The Maine, che lo sostituirono con Jared Monaco. I The Maine devono il loro nome alla canzone Coast of Maine degli Ivory, band che li influenza insieme ai Death Cab for Cutie e ai The Starting Line.
La band ha suonato per la prima volta davanti a più di 600 fans, che hanno conosciuto i The Maine grazie a siti internet come MySpace. La loro performance live ha attirato l'attenzione della Fearless Records e del tour manager Matt Galle, che ha fatto subito firmare loro un contratto.
L'8 maggio 2007 la band incise un EP dal titolo Stay Up, Get Down, contenente la canzone Count 'Em One, Two, Three che verrà incisa una seconda volta per il loro primo album Can't Stop, Won't Stop, pubblicato l'anno successivo.

### Can't Stop, Won't Stop(2008-2009)
Nel dicembre del 2008 la band ha pubblicato il libro This Is Real Life, che contiene le loro memorie dell'estate trascorsa durante il Vans Warped Tour e foto esclusive scattate da Dirk Mai.
I The Maine sono rappresentati da Tim Kirch per la sua agenzia Eighty One Twenty Three. Tra gli artisti della Eighty One Twenty Three ci sono anche This Century, Brighten, Austin Gibbs e Colby Wedgeworth.
The Way We Talk è un altro EP che contiene I Wanna Love You, cover di Akon che verrà inserita anche nella compilation Punk Goes Crunk.
Can't Stop, Won't Stop è il loro primo album, uscito nell'estate del 2008 e che è stato prodotto da Matt Squire. Il primo singolo dell'album è Everything I Ask For, per la quale hanno girato anche un video.
La band ha inciso un EP natalizio il 9 dicembre 2008, dal titolo ...And A Happy New Year, che include anche la reinterpretazione dei Wham! Last Christmas ed inoltre hanno aggiunto la loro canzone Santa Stole My Girlfriend.
I The Maine hanno pubblicato il 14 giugno 2009 la versione deluxe di Can't Stop, Won't Stop, contenente il documentario In Person.

### Black & White,PioneereForever Halloween(2010-2014)
Il 13 luglio 2010 è uscito il loro secondo album dal titolo Black & White, che contiene 10 tracce nella versione base e 12 tracce nella versione deluxe. Il 3 maggio è uscito il primo singolo Inside of You, mentre il secondo singolo Growing Up è uscito il 18 maggio.
La band è stata inserita nell'uscita di marzo 2010 di Vanity Fair e lo stesso anno ha vinto il Libby Award della PETA per la loro denuncia "Animal Testing Breaks Hearts".
Il 6 dicembre 2011 è uscito l'album Pioneer. Il primo singolo Don't Give Up On (Us) è uscito il 1º novembre, mentre il secondo Some Days il 14 dello stesso mese. L'album contiene 13 tracce.
Il 4 giugno 2013 è uscito l'album Forever Halloween.

### American CandyeLovely, Little, Lonely(2015-2018)
Nel 2015 esce l'album American Candy, contenente 10 tracce.
Nel 2017 pubblicano Lovely, Little, Lonely.

### You Are OKeXOXO: From Love and Anxiety in Real Time(2019-2022)
Nel 2019 esce il settimo album You Are OK.
Il 9 luglio 2021 esce XOXO: From Love and Anxiety in Real Time. Collaborano al singolo Go On Then, Love, che esce il 3 ottobre, insieme al DJ Said The Sky.
Il 27 gennaio 2022 esce il singolo Loved You a Little, in collaborazione con Adam Lazzara dei Taking Back Sunday e Charlotte Sands.

### The Maine(2023-presente)
Il 9 giugno 2023 escono i singoli blame e how to exit a room. Il 1º agosto esce l'ottavo album, self-titled.
Successivamente collaborano insieme a Demi Lovato a una versione di Neon Lights riarrangiata in chiave rock; il brano è uscito il 15 settembre 2023, all'interno dell'album Revamped. Il 22 settembre esce una versione acustica di blame.
Il 12 luglio 2024 esce il singolo Touch.

## Stile musicale
Lo stile musicale dei The Maine è stato descritto come alternative rock, pop punk, pop rock, emo pop ed emo. Sono stati indicati come appartenenti al neon pop punk.

## Tour
- An Evening with The Maine (2010)
- The Maine Presents: Pioneer (2011)
- The Maine Presents: The Pioneer World Tour (2012)
- The 8123 Tour (2013)
- An Acoustic Evening with The Maine (2014)
- Farewell Forever Halloween (2014)
- The American Candy Spring Tour (2015)
- Free For All Tour (Summer-Fall 2015)
- The Maine Australian Tour (2015)
- An 8123 Holiday Tour (2015)
- The Lovely Little Lonely World Tour (2017)
- Modern Nostalgia Tour (2017)
- Fry Your Brain with The Maine (2018)
- The Mirror Tour (2019)

Da co-headliner
- Never Shout Never – The Harmony Tour (solo Nord America ed Europa) (2010)
- Augustana – The Maine & Augustana (2011)
- Mayday Parade – The Maine & Mayday (con i The Postelles ospiti) (2012)
- Anberlin – Anberlin & The Maine (2013)
- Mayday Parade – The American Lines Tour (solo Nord America ed Europa) (2016)
- Mayday Parade & State Champs – Sad Summer Festival (2019)

Da opener
- Soundtrack of Your Summer Tour (2008)
- The Compromising of Integrity, Morality and Principles in Exchange for Money Tour (2008)
- Taking Back Sunday 20th Anniversary Tour (2019)

## Formazione

### Formazione attuale
- John O'Callaghan – voce, pianoforte (2007-presente); chitarra ritmica (2007-2009, 2014-presente)
- Kennedy Brock – chitarra ritmica, cori (2007-presente); chitarra solista (2007-2009, 2014-presente)
- Jared Monaco – chitarra solista (2007-presente)
- Garrett Nickelsen – basso (2007-presente)
- Pat Kirch – batteria, percussioni (2007-presente)

### In tour
- Adam Simons – tastiera, chitarra solista, chitarra ritmica, percussioni (2018-presente)

### Ex componenti
- Ryan Osterman – chitarra solista (2007)
- Alex Ross – chitarra ritmica (2007)

## Discografia

### Album in studio
- 2008 – Can't Stop Won't Stop
- 2010 – Black & White
- 2011 – Pioneer
- 2013 – Forever Halloween
- 2015 – American Candy
- 2017 – Lovely Little Lonely
- 2019 – You Are OK
- 2021 – XOXO: From Love and Anxiety in Real Time
- 2023 – The Maine
- 2025 – dyed (2008-2023)

### Split
- 2010 – Never Shout Never & The Maine

### EP
- 2007 – Stay Up, Get Down
- 2007 – The Way We Talk
- 2008 – ...And A Happy New Year
- 2009 – This Is Real Life
- 2010 – Daytrotter Session
- 2010 – In Darkness & in Light
- 2012 – Good Love — The Pioneer B-Sides
- 2013 – Imaginary Numbers
- 2016 – Covers
- 2017 – ...and to All a Good Night
- 2018 – Less Noise: A Collection of Songs by a Band Called the Maine

### Partecipazioni a compilation
- 2010 – 'Tis the Season to Be Fearless, con Ho Ho Hopefully
- 2011 – Punk Goes X, con Pour Some Sugar on Me (cover dei Def Leppard)
- 2018 – 2018 Warped Tour Compilation, con Black Butterflies And Déjà Vu
- 2018 – Songs That Saved My Life, con Transatlanticism (cover dei Death Cab for Cutie)

## Videografia

### Video musicali
- 2008 – Everything I Ask For
- 2009 – Girls Do What They Want
- 2009 – Into Your Arms
- 2010 – Inside of You
- 2010 – Right Girl
- 2011 – Listen to Your Heart
- 2012 – Misery
- 2012 – Like We Did (Windows Down)
- 2013 – These Four Words
- 2013 – Love & Drugs
- 2014 – Run
- 2015 – English Girls
- 2016 – Am I Pretty?
- 2016 – Another Night on Mars
- 2017 – Bad Behavior
- 2017 – Taxi
- 2017 – How Do You Feel?
- 2017 – Winter Means Nothing (Without You)
- 2019 – Numb Without You (Lyric Video)
- 2019 – My Best Habit (Official Lyric Video)
- 2020 – Watermelon Sugar
- 2021 – Sticky
- 2021 – April 7th
- 2021 – THNKS FR TH MMRS (cover dei Fall Out Boy)
- 2021 – Pretender (Lyric Video)
- 2022 – Loved You a Little
- 2024 – Touch

## Opere
- (EN) John O'Callaghan, Jared Monaco, Kennedy Brock, Garrett Nickelsen, Patrick Kirch, This Is Real Life, Little, Brown and Company, 2009.
- (EN) John O'Callaghan, Jared Monaco, Kennedy Brock, Garrett Nickelsen, Patrick Kirch, Black & White Keepsake Book, 2010.
- (EN) John O'Callaghan, Jared Monaco, Kennedy Brock, Garrett Nickelsen, Patrick Kirch, Roads, 2013.